# 帕沃内卡纳韦塞
帕沃内卡纳韦塞（義大利語：Pavone Canavese），是意大利都灵省的一个市镇。总面积11平方公里，人口3847人，人口密度349.7人/平方公里（2009年）。ISTAT代码为001181。